# 查利·蒂克纳
查利·蒂克纳（英語：Charlie Tickner，1953年11月13日—），美国男子花样滑冰运动员。他曾代表美国参加1980年冬季奥林匹克运动会花样滑冰比赛，获得男子单人滑铜牌。